# 夏震川
夏震川（?—?），浙江省杭州府富陽縣人，清朝政治人物、同進士出身。
光緒三年（1877年），参加丁丑科殿試，登進士三甲第四名。光绪六年五月，俱著分部学习。